# دافي بار
دافي بار هو متزحلق حر كندي، ولد في 3 مارس 1977 في ويسلر في كندا.

## وصلات خارجية
- دافي بار على موقع الاتحاد الدولي للتزلج (التزلج على المنحدرات الثلجية) (الإنجليزية)
- دافي بار على موقع الاتحاد الدولي للتزلج (التزلج الحر) (الإنجليزية)
- دافي بار على موقع أوليمبيديا (الإنجليزية)